# Mamjuti
Mamjuti (en georgiano: მამხუტი; en azerí: Saraçlı) es un pueblo de Georgia ubicado en el centro de la región de Baja Iberia, siendo parte del municipio de Bolnisi.

## Toponimia
En 1990, como resultado del nuevo gobierno independiente de Georgia y su política de cambiar los topónimos históricos de los asentamientos de minorías étnicas en la región, el nombre de la aldea de Sarachli (en georgiano: ფახრალო) se cambió a su nombre actual, Mamjuti.
Sarachli está asociado con el nombre de la tribu túrquica Sarachli de los karapapajos.

## Geografía
Mamjuti está ubicado en la margen izquierda del río Sagsaganchai, a 22 km de Bolnisi.

## Historia
Se considera que el documento oficial más antiguo que proporciona información sobre el pueblo de Sarachli es el zar "Dasturlamali", que se compilaron durante el reinado de Jorge XI de Georgia. Por lo tanto, las fuentes históricas georgianas han considerado a Sarachli como un pueblo asentado desde finales del siglo XVII.
Hasta finales del siglo XVIII, los sarracenos vivían en la margen izquierda del río Kurá en el distrito de Demirchihasanli (en el territorio del actual municipio de Gardabani). Aunque la mayoría de la población se dedicaba a la ganadería, no eran pocos los que se dedicaban a la agricultura (principalmente al cultivo de cereales). 
No fue posible vivir en el nuevo país durante mucho tiempo. En septiembre de 1795, en vísperas del ataque del iraní Aga Muhammad Khan a Tiflis, la población, aquejada de enfermedades causadas por aguas negras y mosquitos, se trasladó a su ubicación actual.
La apertura de la escuela fue posible después de la proclamación de la República Democrática de Georgia en 1918, después de lo cual comenzó el proceso de construcción de escuelas de educación general en toda la región de Borchalo. En el primer año de la independencia, se construyeron y pusieron en funcionamiento 13 de las 19 escuelas azerbaiyanas previstas, entre las que se encontraba también la escuela de la aldea de Sarachli. Los bolcheviques invadieron Sarachli a fines de febrero de 1921. A principios de 1931, el pueblo se transformó en una granja colectiva.

## Demografía
La evolución demográfica de Mamjuti entre 2002 y 2014 fue la siguiente:
| 2841                                            | 2359 |
| (Fuente: Population of Georgia in Soviet times) |      |

Según el censo de 2014, los azeríes constituían el 99,8% de la población.

## Economía
La población se dedica principalmente a la cría de ganado ovinos, bovinos y el cultivo de huertas.